# Thüringer Klöße
Thüringer Klöße es un Kloß muy tradicional de la cocina alemana denominado también como Grüne Klöße, Hütes o Knölla. Son bolas elaboradas con una proporción de 2/3 de puré de patatas y un 1/3 de patata sin cocer. Es una especialidad muy típica del territorio que ocupa el estado federal de Turingia. Se sirve cocido en agua como acompañamiento de platos de carnes asadas. Suele contener en su interior un pedazo de picatoste de pan frito en grasa animal. 